# Álvaro Alcalá Galiano y Vildósola

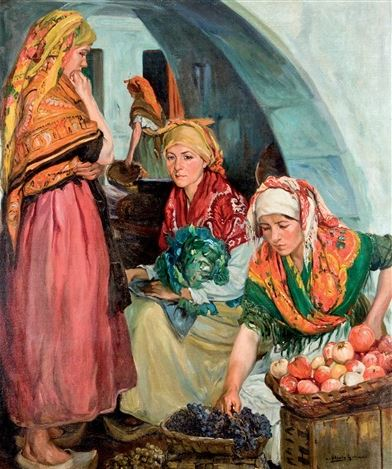
Vendeuse de fruits. 1919.

Álvaro Alcalá Galiano y Vildósola, né le 21 mai 1873 à Bilbao et mort le 27 novembre 1936 à Paracuellos de Jarama, est un peintre espagnol.

## Biographie
Álvaro Alcalá Galiano y Vildósola naît le 21 mai 1873 à Bilbao.
Il est l'élève de José-Jimenez Aranda et de Joaquín Sorolla y Bastida. Il est médaillé aux expositions de Madrid de 1897 et 1899. Il prend part en 1904 aux Salons de Paris et de Düsseldorf. Il expose au Salon des artistes français à Paris jusqu'en 1914.
On cite de lui la toile Le feu de joie (Bretagne), qui figure au Salon de Paris 1905.
Álvaro Alcalá Galiano y Vildósola meurt le 27 novembre 1936 à Paracuellos de Jarama. Il est fusillé durant les Massacres de Paracuellos.